# Donja Crnuća
Donja Crnuća (en serbe cyrillique : Доња Црнућа) est un village de Serbie situé dans la municipalité de Gornji Milanovac, district de Moravica. Au recensement de 2011, il comptait 262 habitants.

## Démographie
| 1948 | 1953 | 1961 | 1971 | 1981 | 1991 | 2002 | 2011 |
| ---- | ---- | ---- | ---- | ---- | ---- | ---- | ---- |
| 649  | 582  | 521  | 480  | 452  | 381  | 323  | 262  |

|  |

## Personnalité
Le poète et écrivain Dobrica Erić est né à Donja Crnuća en 1936 et mort en 2019.